# Реми Лакроа
Реми Лакроа (на английски: Remy LaCroix) е американска порнографска актриса.

## Ранен живот
Родена е на 26 юни 1988 г. и е от германски, филипински и португалски произход.
Преди да влезе в индустрията за възрастни Лакроа е специална танцьорка, като изпълненията ѝ включват танци с огън, въздушна акробатика и обръч. В това си амплоа се изявява на „Бърнинг Мен“ и на няколко музикални фестивали.
Има бакалавърска степен по биология.

## Кариера
Дебютира като актриса в порнографската индустрия през декември 2011 г. с генгбенг сцена за уеб сайта Kink.com. През месец юни 2012 г. обявява оттеглянето си от индустрията за възрастни, но бързо размисля и още същата година, през ноември, подновява кариерата си.
През 2013 г. американският таблоид „LA Weekly“ я поставя на 10-о място в списъка си на „10-те порнозвезди, които могат да бъдат следващата Джена Джеймисън“.
През 2014 г. печели т.нар. тройна корона за най-добра актриса, след като става носителка на наградите на AVN, XRCO и XBIZ в тази категория.
Същата година участва заедно с порноактьорите Тори Блек, Лекси Бел и Кийрън Лий в журито на уеб реалити шоуто „Секс фактор“.
Включена е в списъка „Мръсната дузина“ (2014 г.) на телевизия CNBC за най-популярните звезди в порното.

## Награди и номинации
Носителка на награди
- 2013: AVN награда за най-добра нова звезда.[9][15]
- 2013: AVN награда за най-добро закачливо изпълнение (с Лекси Бел) – „Реми“.[15]
- 2013: XBIZ награда за най-добра актриса – филм с двойна тематика – „Торн“.[16]
- 2013: XRCO награда за нова звезда.[17]
- 2013: TLA Raw награда за най-добра новодошла жена.[18]
- 2013: The Sex награда за перфектна двойка на сцената – момиче-момиче (с Райли Рийд).[19][20]
- 2013: Galaxy награда за най-добра нова изпълнителка (САЩ).[20][21][22]
- 2014: AVN награда за най-добра актриса – „Изкушението на Ева“.[23]
- 2014: AVN награда за най-добра секс сцена – момиче/момиче – „Треска за момиче“ (с Райли Рийд).[23]
- 2014: AVN награда за най-добра секс сцена с тройка – момиче/момиче/момче – „Реми 2“ (с Райли Рийд и Мануел Ферара).[23]
- 2014: XBIZ награда за най-добра актриса в игрален филм – „Изкушението на Ева“.[24]
- 2014: XRCO награда за изпълнителка на годината.[25]
- 2014: XRCO награда за най-добра актриса – „Изкушението на Ева“.[25]
- 2014: NightMoves награда за най-добра изпълнителка (избор на авторите).[26]

Номинации
- 2013: Номинация за AVN награда за най-добра актриса – „Торн“.[27][28]
- 2013: Номинация за AVN награда за най-добра секс сцена с двойно проникване (с Рамон Номар и Ерик Евърхард) – „Реми“.[27]
- 2013: Номинация за AVN награда за най-добра орална секс сцена – „Масивно върху лицето 5“.[27]
- 2013: Номинация за XBIZ награда за най-добра нова звезда.[29]
- 2013: Номинация за NightMoves награда за най-добра изпълнителка.[30]
- 2014: Номинация за AVN награда за изпълнителка на годината.[31]
- 2014: Номинация за XRCO награда за оргазмен оралист.[32]